# المزيريب
المزيريب هي بلدة في أقصى جنوب سوريا وهي تعد جزئاً إدارياً من محافظة درعا وتقع شمال غرب مدينة درعا على مقربة من الحدود السورية الأردنية. من بين البلدات المتاخمة، الشيخ سعد ونوى إلى الشمال، داعل وطفس والشيخ مسكين إلى الشمال الشرقي و اليادودة إلى الجنوب الشرقي.
تتميز المزيريب بوجود بحيرة تدعى باسمها وقد جعلتها مركز سياحي هام
كما انها مركز تعليمي هام حيث يوجد فيها جامعة تضم عدد من الكليات ككلية الرياضيات وكلية الآداب
وفقا للمكتب المركزي للإحصاء السوري، فان عدد سكان المزيريب يبلغ 12,640 نسمة حسب تعداد عام 2004. كما تعتبر البلدة أيضا مركز إداري لناحية المزيريب التي تتكون من تسع قرى يبلغ عدد سكانها مجتمعة 72,625 نسمة. لدى المزيريب مجتمع كبير من اللاجئين الفلسطينيين، أغلبهم أتضروا لترك هضبة الجولان و اللجوء إلى داخل سوريا عند اندلاع حرب 1967.

## القصف الجوي 2014
يوم 18 فبراير 2014 قضى 16 مدنياً وأصيب نحو 50 آخرين، إثر قصف جوي شنه الطيران السوري على بلدة المزيريب في ريف درعا. واكدت مصادر إن الطيران المروحي ألقى براميل متفجرة على بلدة المزيريب، قرب مدرسة عين الزيتون التابعة لوكالة غوث وتشغيل اللاجئين الفلسطينيين “أونروا”، ما أوقع عشرات القتلى والجرحى. مع العلم أن الطيران كان قد استهداف مدرسة تابعة للامم المتحدة بنفس البلدة قبل أكثر من أسبوع بالبراميل المتفجرة اثناء تواجد الطلاب على مقاعد الدارسة.
عرف من الشهداء حتى اللحظة:
1. الشهيد وليد خالد الخبي
2. الشهيدة حنان سمير الخطيب (فلسطيني الجنسية)
3. الشهيدة ميساء علي الجابري
4. الشهيد محمد غالب الدالي (فلسطيني الجنسية)
5. الشهيد أحمد حسن الدالي (فلسطيني الجنسية)
6. الشهيد أحمد زواوي (فلسطيني الجنسية)
7. الشهيدة حورية الصيد وهي زوجة ركان الغالب الخروبي (فلسطيني الجنسية)
8. الشهيدة حسنة الخروبي (فلسطينية الجنسية)
9. الشهيدة بتول عمر السيدي (فلسطينية الجنسية)
10. الشهيد زكريا صالح الميساوي (فلسطيني الجنسية)
11. الشهيد الطفل محمد خليل أبو شلة (فلسطيني الجنسية)
12. الشهيدة الطفلة عيدة خليل أبو شلة (فلسطينية الجنسية)
13. الشهيدة الطفلة زاد الخير خليل أبو شلة (فلسطينية الجنسية)
14. الشهيدة عمشة عبد الله زوجة خليل أبو شلة (فلسطينية الجنسية)
15. الشهيد زهران محمد هزاع السميرات من مدينة طفس
16. الشهيد يزن بشار الغوراني (فلسطيني الجنسية)
17. الشهيد محمود الحشيش من قرية العجمي (فلسطيني الجنسية)
18. الشهيد منذر الحشيش من قرية العجمي (فلسطيني الجنسية)
19. الشهيد صلاح منذر الحشيش من قرية العجمي (فلسطيني الجنسية)